# 梅毒トレポネーマ
梅毒トレポネーマ（ばいどくトレポネーマ、学名:Treponema pallidum、トレポネーマ・パリズム）は、梅毒の病原体として知られる、螺旋状のスピロヘータ（細菌）の一種である。
梅毒トレポネーマは1905年にフリッツ・シャウディンとエーリッヒ・ホフマンによって発見された。

## 解説
梅毒トレポネーマは、直径0.1-0.2µm（マイクロメートル）、長さ6-20µm、巻き数6-14。6～14施転のらせん状菌である。青い色彩を放つ性質があり、「青い」を意味するpallidum（ラテン語。英語ではpale。）の種名がつけられた。低酸素状態でしか長く生存できない。梅毒トレポネーマは通常の明視野光学顕微鏡では視認できず、暗視野顕微鏡、電子顕微鏡で観察される。
1998年にゲノムの全塩基配列が決定、公開された。
梅毒トレポネーマは試験管での培養は不可能であり、ウサギの睾丸内で培養する以外に現実的な方法は存在しない。
現在でも、梅毒トレポネーマの試験管内の培養にはどの国の研究所も成功しておらず、梅毒トレポネーマの病原性の機構、メカニズムはほとんど未解明である。
梅毒トレポネーマの唯一の自然宿主はヒト・人間である。また、その性質は低酸素状態でしか長く生存できないため、梅毒の感染経路は限定される。
感染経路の大部分は、菌の排出がみられる感染者との粘膜の接触を伴う性行為ないし疑似性行為によるものである。梅毒の感染者の皮膚および粘膜からの滲出液、唾液、精液、血液、膣分泌液などが感染源となる。主な感染経路は、感染部位と粘膜や皮膚の直接の接触で感染することが多い。具体的には、性器と性器、性器と肛門（アナルセックス）、性器と口の接触（オーラルセックス）、キス等が感染の原因となる。
感染した妊婦の胎盤を通じて胎児に感染する場合もある（先天梅毒）。過去には輸血による感染が問題となっていたが、対策の進展により近年では輸血用血液製剤を原因とする症例は報告されていない。
梅毒トレポネーマの病原体の検出は感染症の確定診断の基本であるが、梅毒トレポネーマの検査室での分離は不可能である。そこで顕微鏡観察により「らせん状菌」の検出が行なわれてきた。しかし、早期顕症梅毒 Ⅰ期と皮膚病変のあるⅡ期の場合を除き、梅毒トレポネーマの菌の検出は現在でも困難である。
また、梅毒は感染してから何年もかかって進行していく慢性的な病気であり、無症状のままで経過して梅毒が水面下で感染していくケースもある。
治療にはペニシリン系などの抗菌薬が有効であり、治療内容は病期などを考慮して決定する。日本では、梅毒の世界的な標準治療薬である「ベンザチンベンジルペニシリン筋注製剤」が使用できない状況が長年続いていた。
しかし、2021年9月に日本国内で販売製造が承認された。同製剤は早期梅毒、後期梅毒、早期先天梅毒に適応があるが、神経梅毒の治療には使用されないことに注意が必要である。なお、治療開始後24時間以内にJarish-Herxheimer反応と呼ばれる発熱、発疹などの症状が起こるケースがよくある。